# Epidendrum densiflorum
Epidendrum densiflorum es una especie de orquídea epífita del género Epidendrum. 

## Descripción
Es una orquídea  de tamaño medio, que prefiere el clima cálido al frío. Tiene hábitos terrestres o epífitas con un robusto tallo erecto, alargado, cilíndrico, con forma de caña envuelta completamente por hojas en la parte inferior media y de hojas  en la mitad superior, hojas elípticas, basalmente abrochadas que florece en el otoño en una inflorescencia terminal, paniculada de 30 cm de largo, con muchas flores, con grandes brácteas en la base.

## Distribución y hábitat
Se encuentra en Venezuela, Guayana Francesa, Guyana, Surinam y Brasil en las selvas tropicales en altitudes de 500  a 2450 metros. 

## Taxonomía
Epidendrum densiflorum fue descrita por William Jackson Hooker  y publicado en Botanical Magazine 67: t. 3791. 1840.
Etimología
Ver: Epidendrum
densiflorum: epíteto latino que significa "denso de flores".
Sinonimia
- Epidendrum floribundum var. lilacinum Lindl.
- Epidendrum noackii Cogn.
- Epidendrum polyanthum var. densiflorum (Hook.) Lindl.
- Epidendrum rubrocinctum Lindl.[5][6]